# عبد الرحمن خليفاوي
اللواء عبد الرحمن خليفاوي (دمشق 1930 ـ دمشق 15 مارس 2009) هو عسكري سوري من أصول جزائرية من منطقة القبائل، شغل منصب رئيس وزراء سوريا مرتين في السبعينيات، كما عمل وزيرًا للداخلية في وزارة حافظ الأسد في الفترة من من 21 نوفمبر 1970 إلى 3 أبريل 1971.

## مولده ونشأته الأولى
تحدد مصادر أخرى تاريخ ميلاد خليفاوي بسنة 1927. عاش خليفاوي مع والدته المنفصلة عن والده، وأصرت الأم على تعليمه رغم أنها أمية، ورغم ظروف الأسرة المادية والاجتماعية.
ولد خليفاوي في أسرة فقيرة فاضطر إلى العمل لإعالة أسرته منذ كان في العاشرة من عمره. بعد حصول خليفاوي على شهادة الكفاءة، وقبل التحاقه بالكلية العسكرية، عمل معلمًا في قرية «تل الرماد»، ثم محاسبًا في منطقة عين العرب.

## عمله بوزارة المالية
نُقل خليفاوي بعد ذلك من عين العرب إلى مديرية المراقبة والموازنة بوزارة المالية، ونجح أثناء عمله بوزراة المالية في الحصول على شهادة البكالوريا عام 1948، ثم صدر قرار بإيفاده إلى بلجيكا لمدة ست سنوات لدراسة اختصاص «مصارف إصدار» (وتعني حالياً المصرف المركزي).

## تحوله إلى العسكرية
أثر الوضع السياسي الذي كان سائدًا في سنة 1948 على تحمس خليفاوي للالتحاق بالكلية العسكرية رغم صدور قرار وزارة المالية بإيفاده إلى بلجيكا، وبعد عامين من التخرج أوفد إلى فرنسا ثم إلى الاتحاد السوفييتي وخضع لدورة أركان حرب ومهندس حربي ميكانيكي، ثم خضع لدورة قيادة عليا. بعدها عمل محافظًا لدرعا لمدة سنة، ومحافظًا لحماة لمدة سنة أيضًا.
ثم انتقل خليفاوي إلى القاهرة، حيث رأس شعبة الاستخبارات لخمس سنوات، ثم عاد إلى سورية ليعمل مديرًا إداريًا لشؤون الضباط، وأوكل إليه تقييم معركة حزيران ومحاسبة المتخاذلين والهاربين من المعركة.

## مناصبه الوزارية
عمل خليفاوي وزيرًا للداخلية في وزارة حافظ الأسد في الفترة من من 21 نوفمبر 1970 إلى 3 أبريل 1971، ثم كلف برئاسة الوزراء مرتين: الأولى من 3 أبريل 1971 إلى 21 ديسمبر 1972 والثانية من 7 أغسطس 1976 إلى 27 مارس 1978. وتعتبر حكومة خليفاوي من أقوى الحكومات في تاريخ سوريا؛ إذ تمتع خليفاوي بشخصية قوية وسلطات واسعة.

## العمل الإنساني
أسس خليفاوي «مجمع الشام الطبي لمكافحة السرطان» سنة 1977 بعد مروره بتجربة السرطان أثناء رئاسته للوزراء.

## أسرته
كان لعبد الرحمن خليفاوي ابنة وثلاثة أبناء ذكور.